# NiXes
niXes – polski zespół utworzony przez Anię Rusowicz, jej męża Huberta Gasiula i Kubę Galińskiego, tworzący w stylistyce elektroniki i rocka psychodelicznego, określający własną muzykę jako neo hippie surf cosmic music lub po prostu neo hippie. Ich debiutancki album o eponimicznym tytule, promowany przez single "Hole in the Universe" i "Circles", ukazał się 3 listopada 2017.

## Dyskografia

### Albumy
| Tytuł | Dane dot. albumu                                           | Pozycja na liście |
| Tytuł | Dane dot. albumu                                           | POL               |
| ----- | ---------------------------------------------------------- | ----------------- |
| niXes | - Data: 3 listopada 2017 - Wydawca: Wydawnictwo Agora S.A. | ?                 |

### Single
- 2017: "Hole in the Universe", "Circles"